# شيس يونغ
شيس يونغ (بالإنجليزية: Chic Young)‏ هو رسام كارتون ورسام أمريكي، ولد في 9 يناير 1901 في شيكاغو في الولايات المتحدة، وتوفي في 14 مارس 1973 في سانت بيترسبرغ في الولايات المتحدة.

## وصلات خارجية
- شيس يونغ على موقع IMDb (الإنجليزية)
- شيس يونغ على موقع الموسوعة البريطانية (الإنجليزية)
- شيس يونغ على موقع إن إن دي بي (الإنجليزية)
- شيس يونغ على موقع قاعدة بيانات الفيلم (الإنجليزية)